# Мириам Одемба
Мириам Одемба (на английски: Miriam Odemba) е танзанийски модел, представлява Танзания на Мис Земя 2008.

## Биография
Мириам Одемба е родена на 19 февруари 1983 г. в град Аруша, Танзания. Започва кариерата си като модел още на млади години. През 1997 г. печели титлата Мис Темеке. На следващата година участва в конкурса Мис Източна Африка и се класира на второ място.